# Kia Ceed (CD)
Kia Ceed (CD) — третье поколение Kia Ceed. Производится с весны 2018 года.
Автомобиль производится на платформе K2, на которой полностью пересмотрена геометрия подвесок (спереди и сзади многорычажки), а рулевое управление стало острее. В октябре 2018 года были представлены варианты ProCeed и Ceed GT. С января 2020 года производится гибридный автомобиль.
В 2021 году автомобиль прошёл рестайлинг. Комплектации переработаны, двигатель 1,4Т заменён на новый 1,5Т. Также автомобиль получил легкосплавные колёсные диски, светодиодные ДХО и новую радиаторную решётку.

## Награды
Лучший автомобиль 2022 и 2023 годов в "Малом среднем классе". Россия

## Галерея

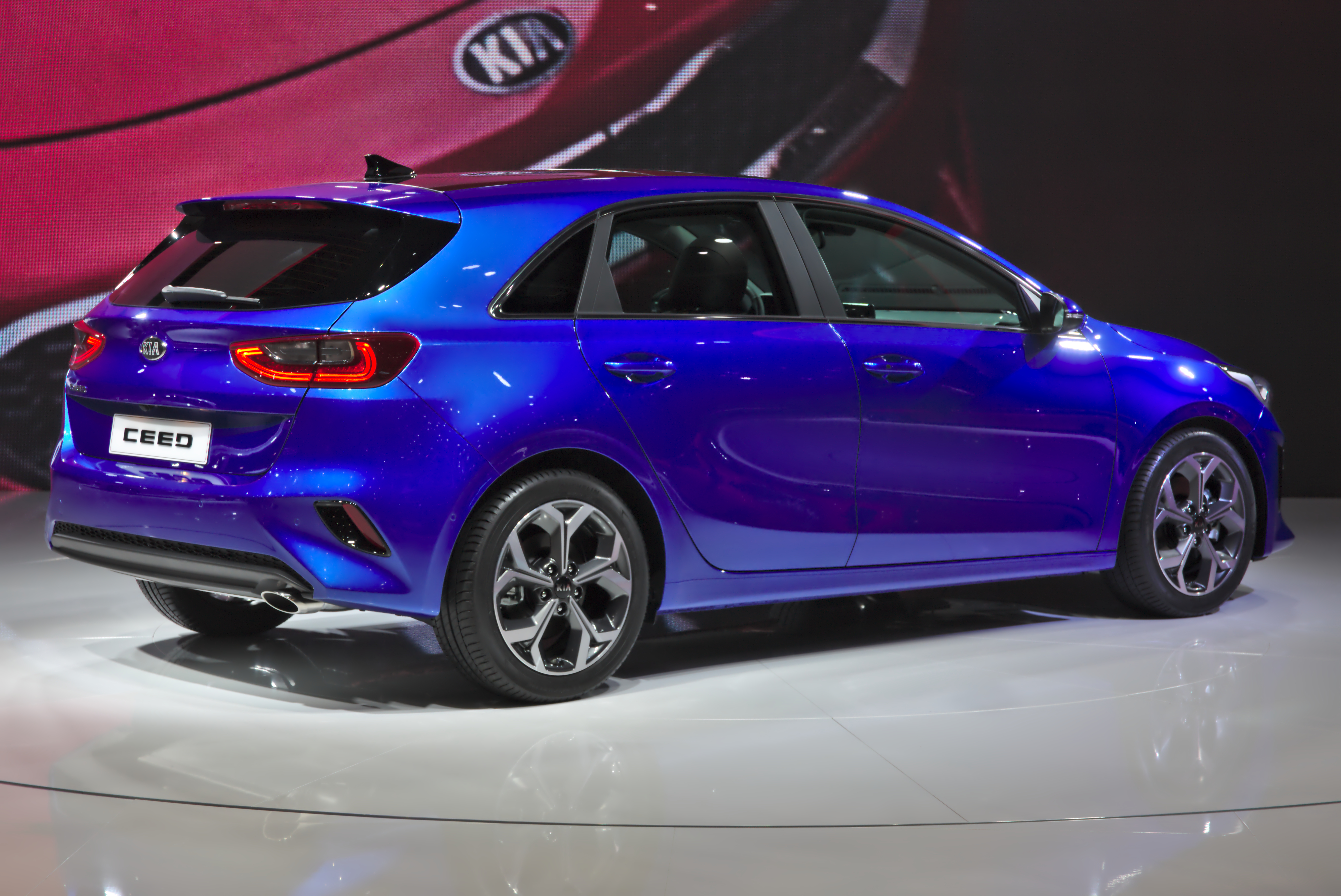
Вид сзади
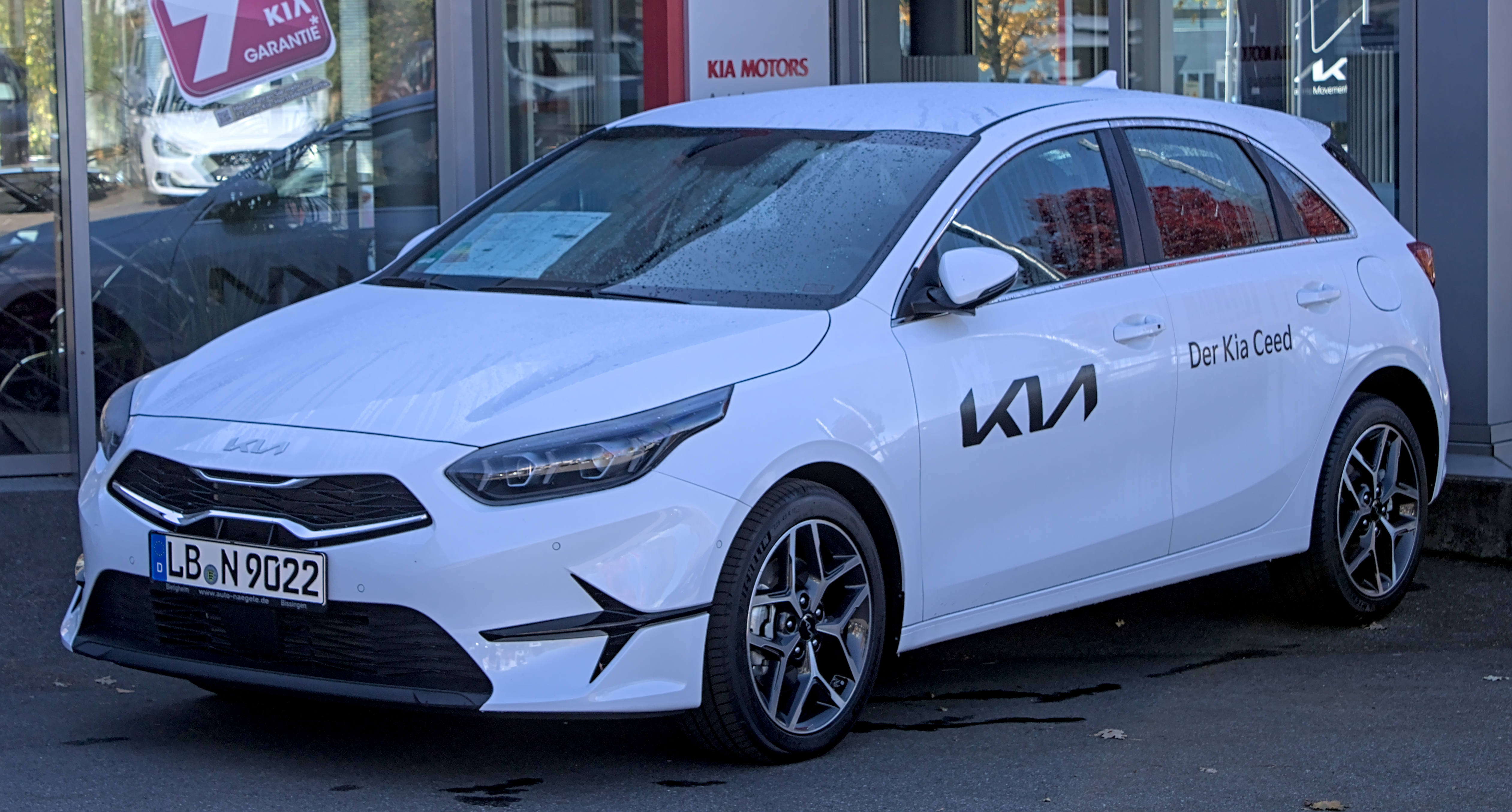
Kia Ceed (CD)
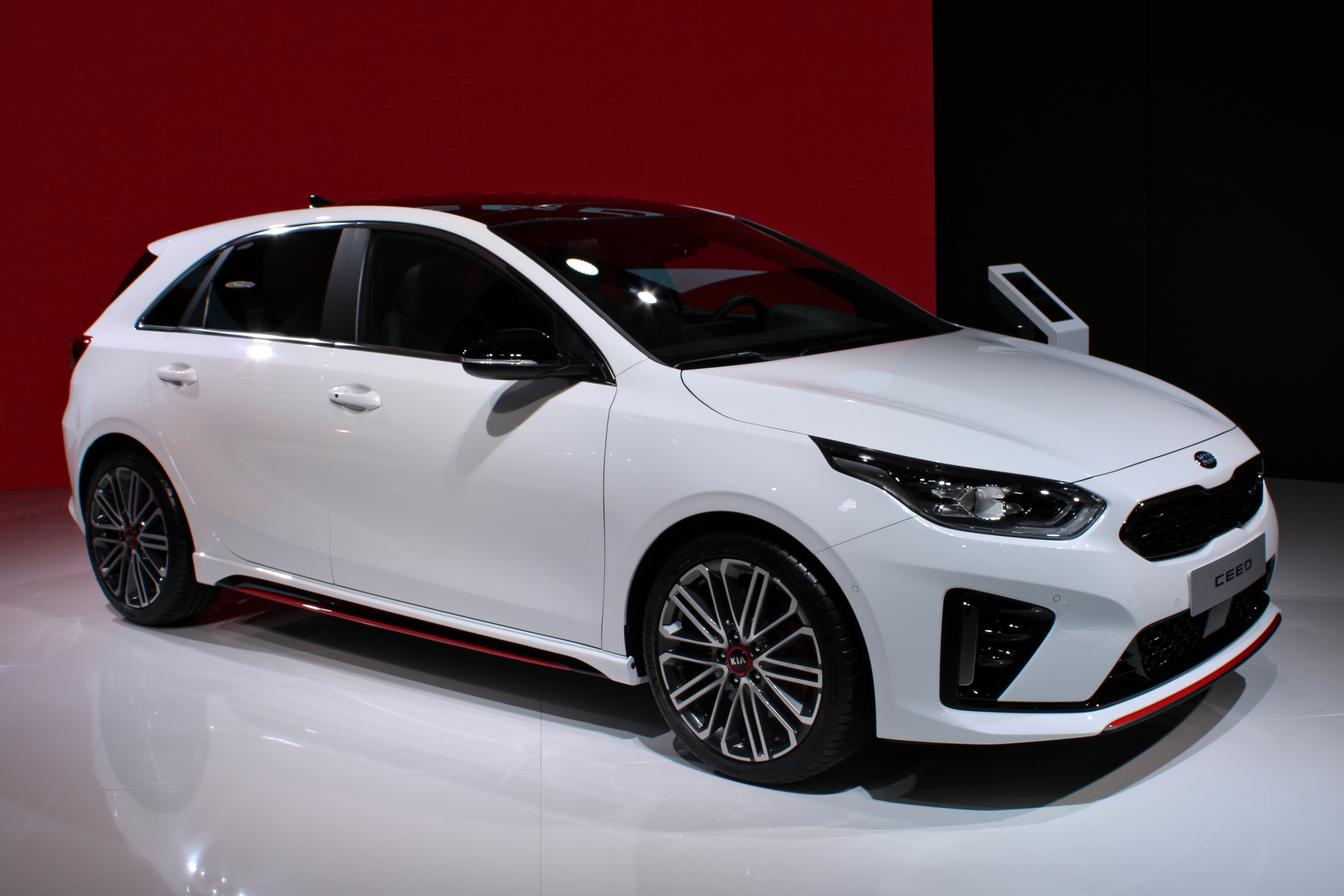
Kia Ceed GT
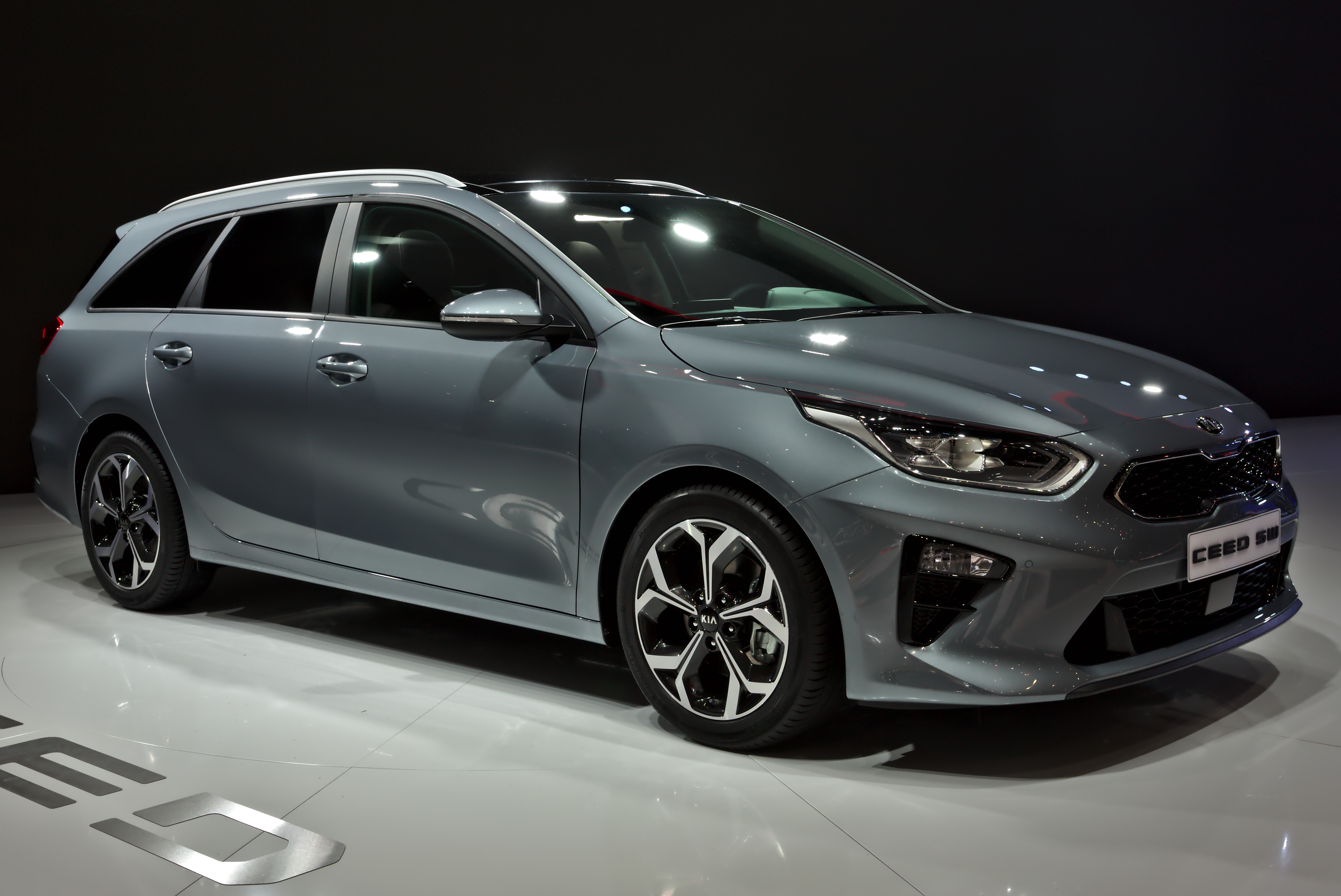
Kia Ceed SW
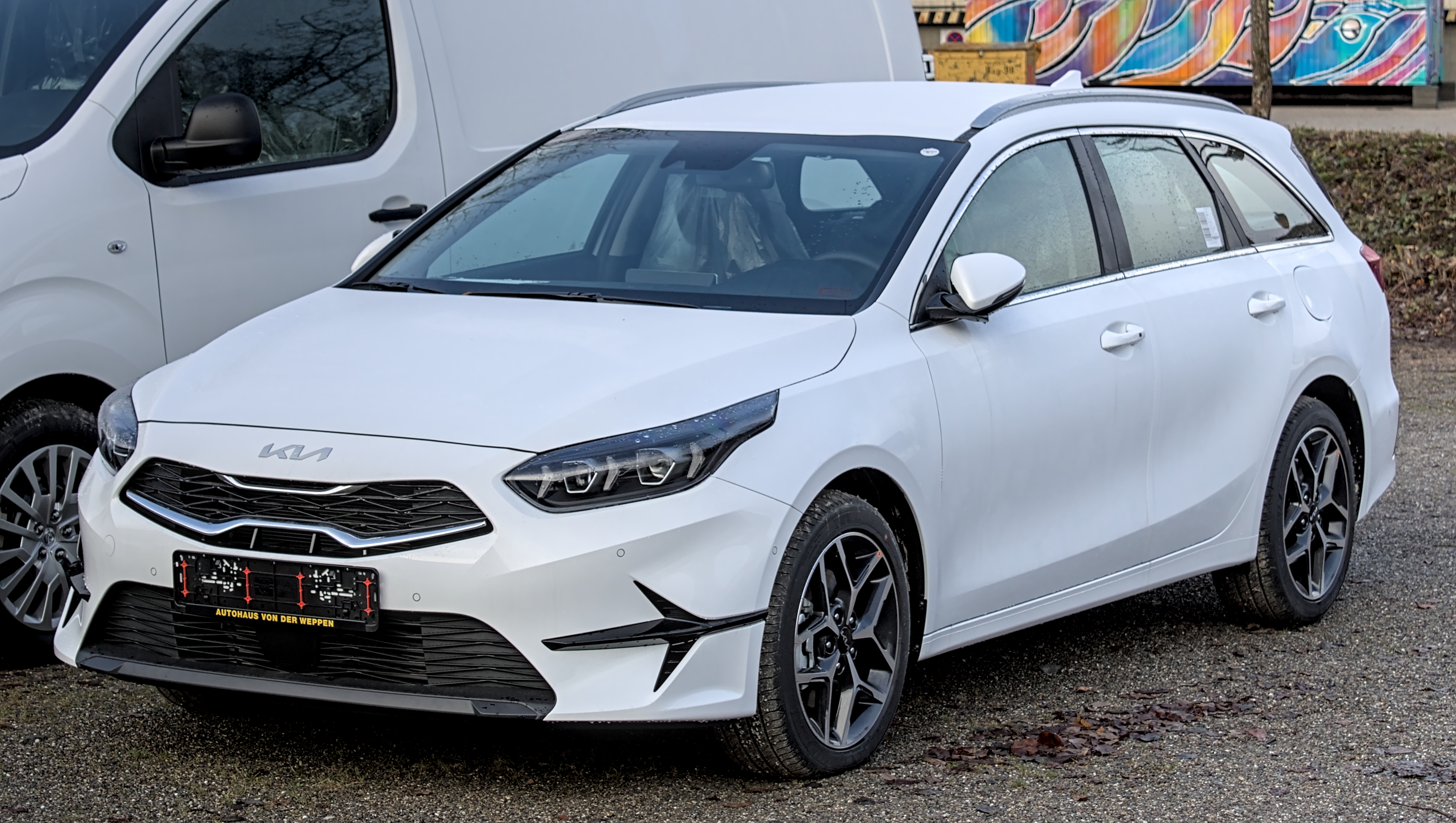
Kia Ceed SW
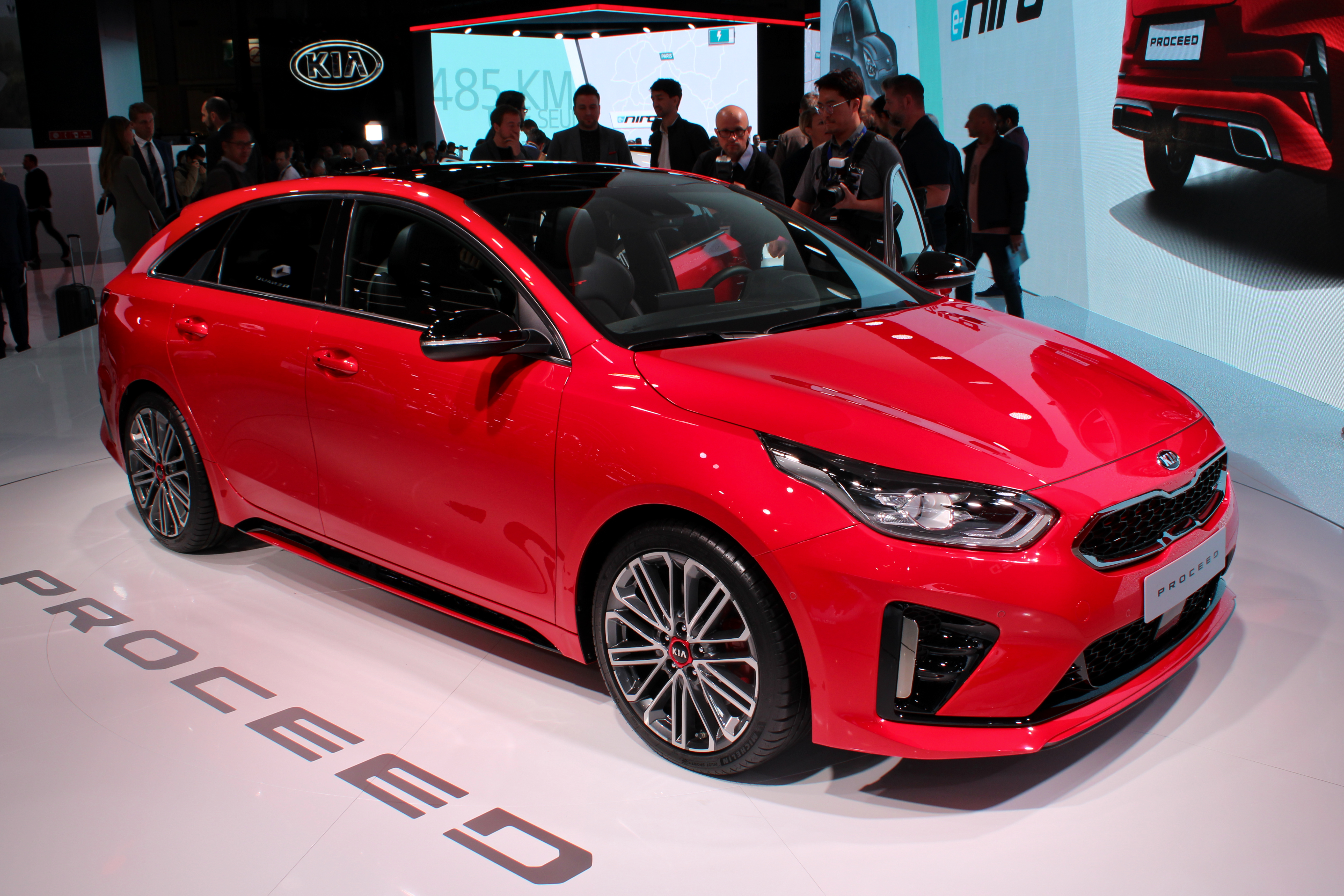
Kia ProCeed
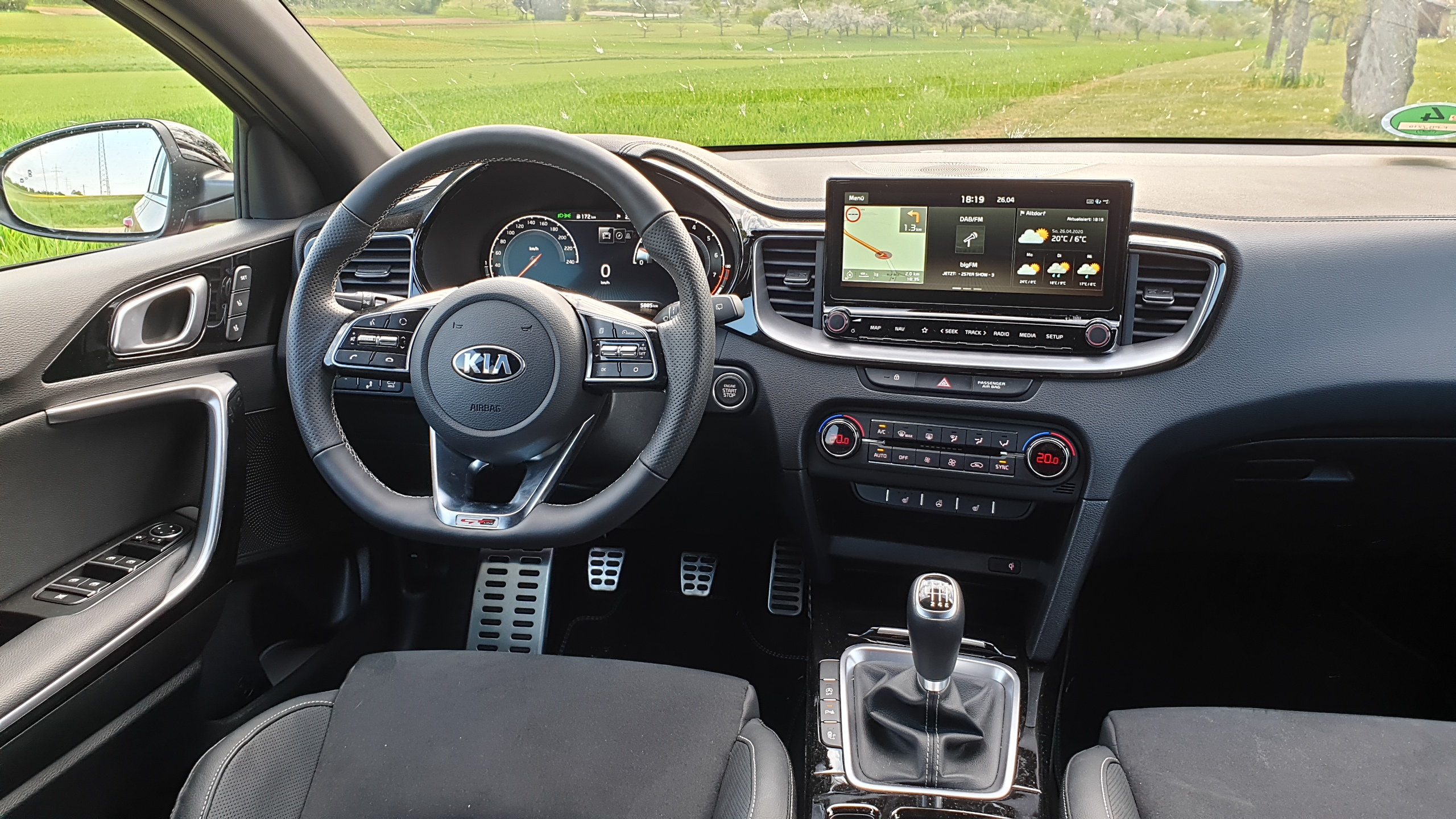
Место водителя

## Видеообзоры
KIA CEED 2022: пример всем автомобилям в сегменте! Тест-драйв и обзор Киа Сид 2022. Павел Блюденов
Новый KIA Ceed / SW 2022: БЕЗ ПАЛКИ С БАЛКОЙ. Тест-Драйв. Игорь Бурцев
КИА СИД 2022 с новым мотором! / УНИВЕРСАЛ Kia Ceed SW тест и обзор. За рулём
Посторонний звук — как Терминатор — возвращается опять и опять. Kia Ceed 3 | Подержанные автомобили